# Kaffaljidhm
Kaffaljidhm (Kaffaljidhmah, aus arabisch الكف الجذماء, DMG al-Kaff al-Ǧiḏmāʾ ‚abgeschnittene Hand‘) ist der Eigenname des Sterns γ Ceti (Gamma Ceti). Kaffaljidhm gehört der Spektralklasse A2 an und besitzt eine scheinbare Helligkeit von +2,7 mag. Kaffaljidhm ist ca. 82 Lichtjahre von der Erde entfernt (Hipparcos-Datenbank).